# Écozone océanienne : plantes à graines par nom scientifique
Liste non exhaustive

## Ab

### Abe
- Abelia - Caprifoliacées
  - Abelia Xgrandiflora -- Glossy abelia

### Abr
- Abrus - Fabacées
  - Abrus precatorius -- Black-eyed Susan, rosary pea

### Abu
- Abutilon - Malvacées
  - Abutilon grandifolium -- Hairy abutilon
  - Abutilon incanum -- Hoary abutilon
  - Abutilon megapotamicum -- Trailing abutilon
  - Abutilon menziesii -- Ilima rouge ou Kooloaula
  - Abutilon pictum -- Abutilon

## Ac

### Aca
- Acacia - Fabacées
  - Acacia auriculiformis -- Earpod wattle
  - Acacia confusa -- Formosa koa
  - Acacia farnesiana -- Klu
  - Acacia koa -- Koa
  - Acacia koaia -- Koaia
  - Acacia mangium -- Mangium wattle
  - Acacia mearnsii -- Black wattle
  - Acacia podalyriifolia -- Queensland silver wattle
  - Acacia retinodes -- Water wattle
- Acaena - fam. Rosacées
  - Acaena anserinifolia
  - Acaena buchananii
  - Acaena magellanica - photo
  - Acaena microphylla
    - Acaena microphylla Kupferteppich - photo

  - Acaena novae-zelandiae - Acaena de Nouvelle-Zélande
- Acalypha - Euphorbiacées
  - Acalypha godseffiana -- Copper leaf
  - Acalypha hispida -- Chenille plant

### Ach
- Achillea - Astéracées
  - Achillea millefolium -- Yarrow

- Achyranthes - Amaranthacées
  - Achyranthes splendens var. splendens --

## Ag

### Aga
- Agapanthus - Liliacées
  - Agapanthus praecox -- Lily of the Nile

- Agathis - Araucariacées
  - Agathis robusta -- Queensland kauri

- Agave - Agavacées
  - Agave americanum -- Century plant
  - Agave attenuata -- Swan's neck agave
  - Agave sisalana -- Sisal

### Age
- Ageratina - Astéracées
  - Ageratina adenophora -- Maui pamakani

- Ageratum - Astéracées
  - Ageratum conyzoides -- Ageratum

### Agl
- Aglaia - Méliacées
  - Aglaia odorata -- Chinese rice flower

### Agr
- Agrostis - Poacées
  - Agrostis avenacea -- Heupueo
  - Agrostis sandwicensis -- Bentgrass

## Al

### Alb
- Albizia - Fabacées
  - Albizia lebbeck -- Siris tree

### Ale
- Alectryon - Sapindacées
  - Alectryon macrococcus var. auwahiensis -- Mahoe

- Aleurites - Euphorbiacées
  - Aleurites moluccana -- Kukui

### All
- Allamanda - Apocynacées
  - Allamanda blanchetii -- Purple allamanda

- Allium - Alliacées
  - Allium fistulosum -- Green onion

### Alo
- Alocasia - Aracées (Voir aussi zone paléarctique)
  - Alocasia macrorrhiza

- Aloe - Agavacées
  - Aloe vera -- Aloe

### Alp
- Alphitonia - fam. Rhamnacées
  - Alphitonia ponderosa -- Kauila

- Alpinia - fam. Zingibéracées - noms usuels : Gingembre d'ornement, Galanga, Alpinie
  - Alpinia bractea
  - Alpinia calcarata
  - Alpinia caerulea 
  - Alpinia conchigera
  - Alpinia galanga - Grand Galanga
  - Alpinia malaccensis
  - Alpinia nigra
  - Alpinia officinarum - Petit galanga
  - Alpinia purpurata - Gingembre d'ornement rouge
  - Alpinia vittata syn. Alpinia sanderae
  - Alpinia zerumbet syn. Costus zerumbet syn. Alpinia nutans syn. Alpinia speciosa - Longose, Fleur de mon âme, Larmes de la vierge, Gingembre coquille, Fleur du paradis

### Als
- Alstroemeria - Amaryllidacées
  - Alstroemeria sp.  -- Peruvian lily

### Alt
- Alternanthera - Amaranthacées
  - Alternanthera caracasana -- Mat chaff flower
  - Alternanthera pungens -- Khaki weed

### Aly
- Alyxia - Apocynacées
  - Alyxia oliviformis -- Maile

## Am

### Ama
- Amaranthus - Amaranthacées
  - Amaranthus hybridus -- Green amaranth
  - Amaranthus spinosus -- Spiny amaranth
  - Amaranthus viridis -- Slender amaranth

### Amb
- Ambrosia -Astéracées
  - Ambrosia artemisiifolia -- Ambrosia

## An

### Ana
- Anagallis - Primulacées
  - Anagallis arvensis -- Scarlet pimpernel

- Ananas - Broméliacées
  - Ananas comosus -- Pineapple

### And
- Andropogon - Poacées
  - Andropogon virginicus -- Broomsedge

### Ang
- Angophora - Myrtacées
  - Angophora lanceolata -- Gum myrtle

### Ani
- Anigozanthos - Haémodoracées
  - Anigozanthos flavidus -- Kangaroo paw

### Ann
- Annona - Annonacées
  - Annona glabra -- Pond apple

### Anr
- Anredera - Basellacées
  - Anredera cordifolia -- Madeira vine

### Ant
- Anthemis - Astéracées
  - Anthemis cotula -- Mayweed

- Anthoxanthum - Poacées
  - Anthoxanthum odoratum -- Sweet vernalgrass

- Anthurium - Aracées
  - Anthurium andraeanum -- Flamingo lily

- Antidesma - Euphorbiacées
  - Antidesma platyphyllum -- Hame

- Antirrhinum - Scrophulariacées
  - Antirrhinum majus -- Snapdragon
  - Antirrhinum orontium -- Lesser snapdragon

## Ap

### Apt
- Aptenia - Aizoacées
  - Aptenia cordifolia -- Rock rose

## Ar

### Ara
- Araucaria - Araucariacées
  - Araucaria columnaris -- Cook pine
  - Araucaria heterophylla -- Norfolk Island pine
  - Araucaria sp.  -- Araucaria

### Arc
- Archontophoenix - Arécacées
  - Archontophoenix alexandrae -- Alexander palm

### Ard
- Ardisia - Myrsinacées
  - Ardisia crenata -- Hilo holly
  - Ardisia elliptica -- Shoebutton ardisia

### Are
- Arenaria - Caryophyllacées
  - Arenaria serpyllifolia -- Thyme-leaved sandwort

### Arg
- Argemone - Papavéracées
  - Argemone glauca var. glauca -- Pua kala
  - Argemone mexicana -- Mexican poppy

- Argyroxiphium - Astéracées
  - Argyroxiphium grayanum -- Greensword
  - Argyroxiphium kauense -- Ahinahina, Kau silversword
  - Argyroxiphium sandwicense subsp. macrocephalum -- Ahinahina, Haleakala silversword
  - Argyroxiphium sandwicense subsp. sandwicense -- Ahinahina, Mauna Kea silversword (Asteraceae)
  - Argyroxiphium Xdubautia -- Silversword hybrid

### Ari
- Aristolochia - Aristolochiacées
  - Aristolochia littoralis -- Calico flower

### Arr
- Arrhenatherum - Poacées
  - Arrhenatherum elatius -- Arrhenatherum

### Art
- Artemisia - Astéracées
  - Artemisia mauiensis -- Ahinahina
    - Artemisia mauiensis var. diffusa -- Ahinahina

- Artocarpus - Moracées
  - Artocarpus altilis - Arbre à pain
  - Artocarpus odoratissimus -- Marang

### Aru
- Arundina - Orchidacées
  - Arundina graminifolia -- Bamboo orchid

- Arundo - Poacées
  - Arundo donax -- Giant reed

## As

### Asc
- Asclepias - Asclépiadacées
  - Asclepias curassavica -- Butterfly weed
  - Asclepias physocarpa -- Arbre à ballons

### Asp
- Asparagus - Asparagacées
  - Asparagus asparagoides -- Smilax
  - Asparagus densiflorus -- Coarse asparagus fern
  - Asparagus myriocladus -- Zigzag asparagus
  - Asparagus plumosus -- Asparagus fern

### Ast
- Aster - Astéracées
  - Aster subulatus -- Annual saltmarsh aster

### Asy
- 'Asystasia - Acanthacées
  - Asystasia gangetica -- Chinese violet
  - Asystasia sp. -- Asystasia

## At

### Atr
- Atriplex - Chénopodiacées
  - Atriplex semibaccata -- Australian saltbush
  - Atriplex suberecta -- Saltbush

## Av

### Ave
- Averrhoa - Oxalidacées
  - Averrhoa carambola - Carambole

## L
- Licuala - fam. Arecaceae
  - Licuala grandis - Palmier cuillère

## M
- Musa - Musacées

## Sources
- plantes de Hawaii